# موز بيكيلي
موز بيكيلي (الاسم العلمي: Musa peekelii) هو نوع من النباتات يتبع جنس الموز من فصيلة الموزية.